# Răng khôn (phim)
Răng khôn (tiếng Trung: 智齒, tiếng Anh: Limbo, Hán-Việt: Trí xỉ) là một bộ phim điện ảnh Hồng Kông thuộc thể loại hành động - tội phạm - giật gân công chiếu năm 2021 do Trịnh Bảo Thụy làm đạo diễn, phóng tác từ cuốn tiểu thuyết cùng tên của nhà văn Lôi Mễ. Bộ phim có sự tham gia diễn xuất của các diễn viên gồm Lâm Gia Đống, Lưu Nhã Sắt, Lý Thuần và Hiroyuki Ikeuchi.
Bộ phim có buổi ra mắt lần đầu tại Liên hoan phim quốc tế Berlin lần thứ 71 vào ngày 1 tháng 3 năm 2021, và sau đó có buổi công chiếu tại Hồng Kông từ ngày 18 tháng 11 năm 2021. Bộ phim nhìn chung được các nhà phê bình đánh giá cao về mặt diễn xuất, nhịp phim nhanh, các phân cảnh hành động, cách bố trí quay phim và phong cách chỉ đạo bộ phim rất sáng tạo của đạo diễn. Tại giải thưởng điện ảnh Hồng Kông lần thứ 40, Răng khôn đã được đề cử 14 hạng mục, bao gồm Nam diễn viên chính xuất sắc nhất, Nữ diễn viên chính xuất sắc nhất, Đạo diễn xuất sắc nhất và Phim truyện hay nhất, và giành được bốn giải bao gồm cả ba hạng mục kỹ thuật và hạng mục nữ chính.

## Diễn viên
- Lâm Gia Đống trong vai Lưu Trung Tuyến
- Lý Thuần trong vai Nhậm Khải
- Lưu Nhã Sắt trong vai Vương Đào
- Hiroyuki Ikeuchi trong vai Yamada Akira
- Liêu Tử Dư trong vai Khả Nhạc (Coco)
- Ngô Đại Dung trong vai sếp Đại
- Thẩm Chấn Hiên trong vai Bức Ba
- Trần Hán Na trong vai vợ của Nhậm Khải
- Tô Vĩ Tuyền trong vai Khôi Hùng